# Tiverton
Tiverton este un oraș în comitatul Devon, regiunea South West, Anglia. Orașul se află în districtul Mid Devon a cărui reședință este. 
1. ↑  Office for National Statistics, Wikipedia în esperanto